# Edward Black Staveley
Pour les articles homonymes, voir Staveley.
Edward Black Staveley né à Québec le 13 juillet 1877 et mort le 16 septembre 1969 est un architecte québécois.

## Biographie
Edward Black Staveley est le petit-fils d’Edward Staveley (1795-1872) et le fils d'Harry Staveley (1848-1925). Trois générations de cette famille Staveley réalisent des projets architecturaux dans plusieurs quartiers de la ville de Québec. Les Staveley ont un impact significatif sur le patrimoine architectural de la capitale nationale. On évoque régulièrement leur nom et on mélange parfois leur filiation ainsi que les années associées à chacune de leurs carrières respectives. Edward Black Staveley étudie au Quebec High School et ensuite à l’Université McGill (de 1896 à 1900), tout en travaillant pour la firme d’architecture de son père à Québec: Staveley & Staveley, et ce dès l’année 1901. En 1912, Staveley achète un terrain et élabore les plans d’architecture de sa maison située sur l’avenue Moncton pour y loger sa famille pendant plus de quarante ans. Il est élu président de l’Association des architectes de la province de Québec en 1916. Jusqu’au décès de son père, il demeure associé avec lui. Ils réalisent ensemble de nombreuses résidences dont la maison d’Ernest Ross. Au cours des années 40 et 50, il va se concentrer sur un marché de résidences unifamiliales ainsi que certains travaux et rénovations d’édifices existants.
Bibliothèque et Archives nationales du Québec possède à son centre d’archives de Québec, le fonds Famille Staveley. Ce fonds contient près de 1450 dessins, esquisses et plans d’architecture réalisés par cette dynastie d’architectes. Le Musée national des beaux-arts du Québec détient, pour sa part, une collection d’œuvres d’Edward Black Staveley comprenant une cinquantaine de dessins, plans, croquis et autres pièces.

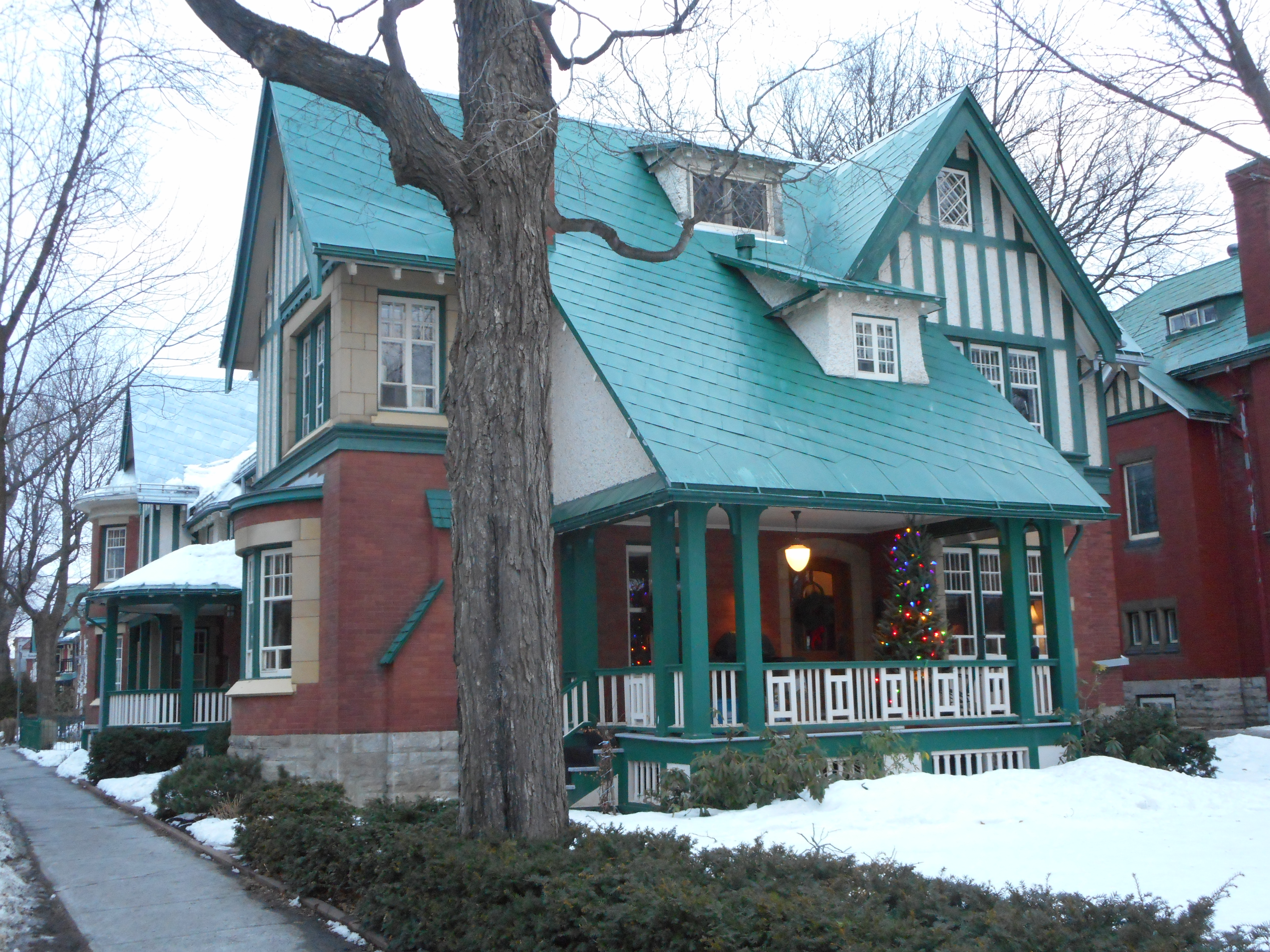
Résidence Ross, 1185, avenue du Parc, Québec

## Bâtiments et collaboration
- Maison Taylor-Montizambert, modifications (1927)[12]
- Maison Bernard-Leonard, plans (1929)[13]
- Résidence Ross

## Hommages
La rue Edward-Staveley a été nommée en l'honneur de son grand-père, en 2003, dans la ville de Québec.